# Ferrocalamus strictus
Ferrocalamus strictus är en gräsart som beskrevs av Chi Ju Hsueh och Keng f. Ferrocalamus strictus ingår i släktet Ferrocalamus och familjen gräs. Inga underarter finns listade i Catalogue of Life.